# Saliceto (Górna Korsyka)
Saliceto (kors. U Salgetu) – miejscowość i gmina we Francji, w regionie Korsyka, w departamencie Haute-Corse.
Według danych na rok 2008 gminę zamieszkiwało 67 osób, a gęstość zaludnienia wynosiła 5,3 osób/km².